# Ryan Pettinella
Ryan David Pettinella (Rochester, 12 luglio 1984) è un ex cestista statunitense con cittadinanza italiana.

## Carriera
Ha militato nella Úrvalsdeild karla í körfuknattleik, massima serie del campionato islandese di pallacanestro; nel 2010-2011 ha collezionato 24 presenze. Dal 2013 al 2014 ha militato nel Basket Recanati.